# Bakelit

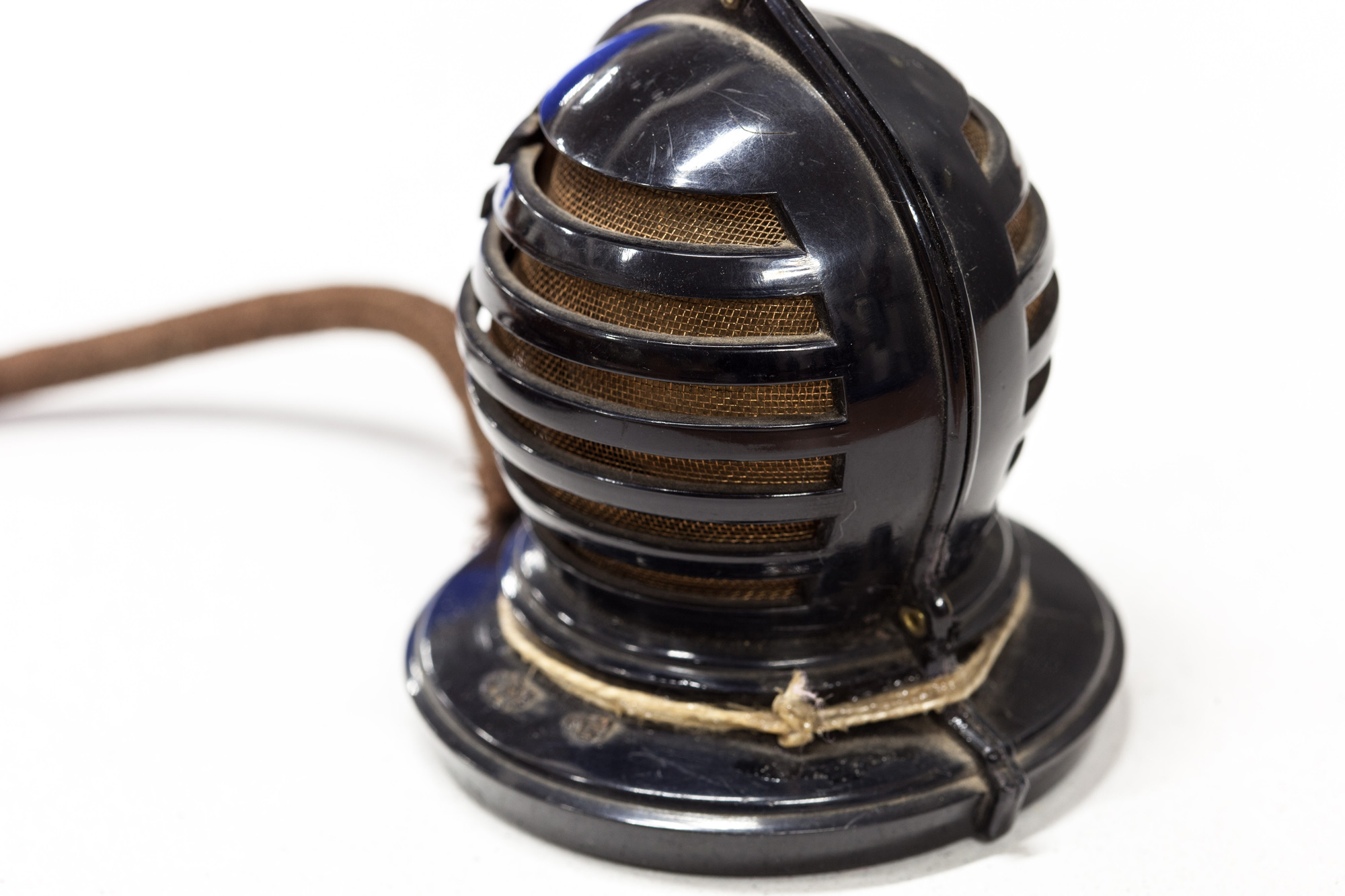
Tischmikrofon aus Bakelit, ca. 1930

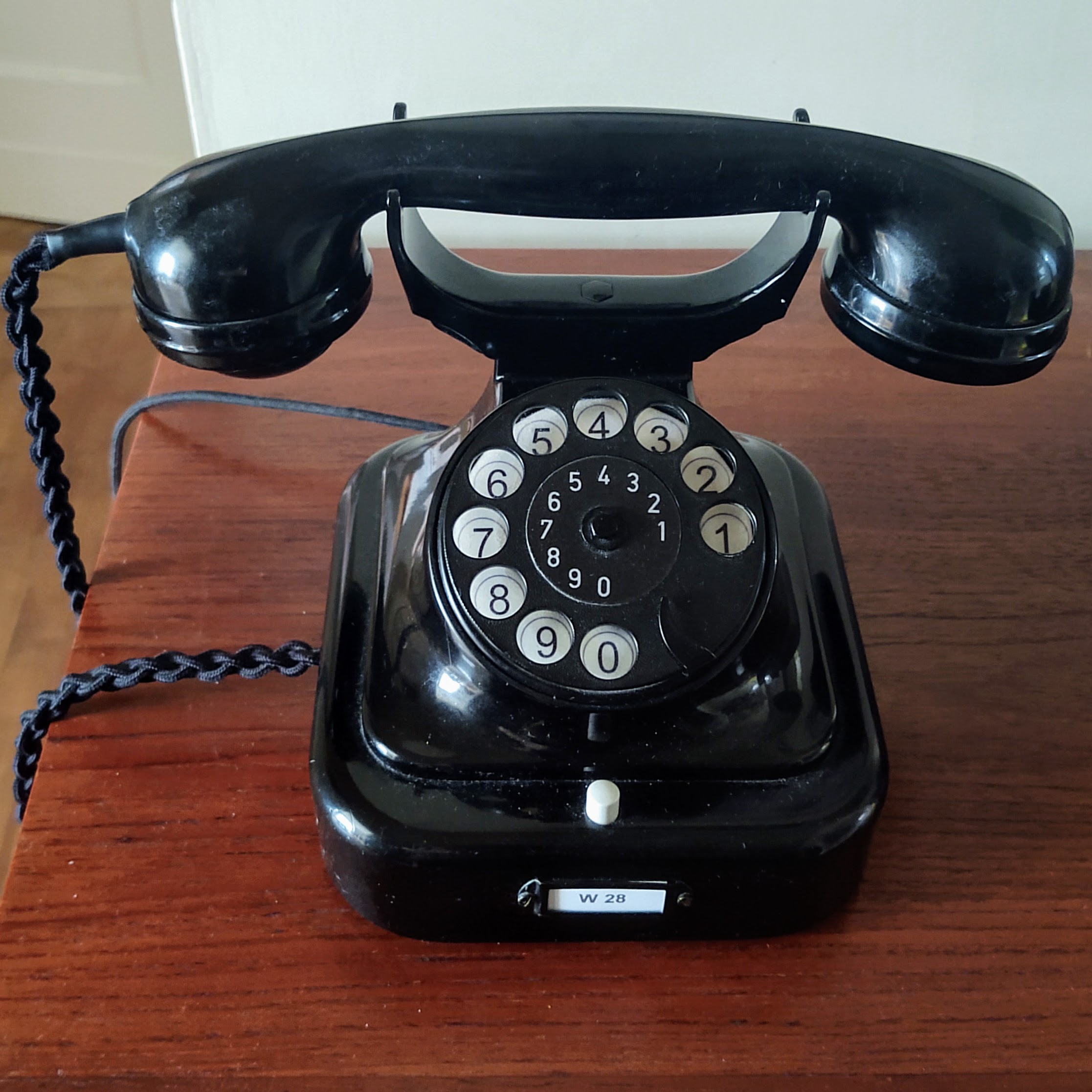
Erstes deutsches Telefonmodell mit einem Gehäuse aus Bakelit, Tischwählapparat W28, Reichspostausführung, 1928

Bakelit und Bakelite sind Markenzeichen (Warenzeichen) für diverse frühe Kunststoffe, ursprünglich (ab 1909) der Bakelite GmbH in Deutschland, etwas später auch der Union Carbide Corporation in den USA.  Die eingetragenen Marken gehören der Hexion GmbH, seit Ende 2021: Bakelite GmbH.
Unter dem Namen Bakelit wurde der erste vollsynthetische, industriell produzierte Kunststoff hergestellt und vermarktet, der 1905 vom belgischen Chemiker Leo Hendrik Baekeland entwickelt und nach ihm benannt wurde. Der duroplastische Kunststoff ist ein Phenoplast auf der Basis von Phenol und Formaldehyd. Formteile aus diesem Kunststoff werden durch Formpressen und Aushärten eines Phenolharz-Füllstoff-Gemisches in einer beheizten Form hergestellt. Später wurden als Bakelite auch andere Kunststoffe vermarktet, etwa Varianten von Phenoplasten, Aminoplaste, Epoxidharze und Polyesterharze.

## Geschichte

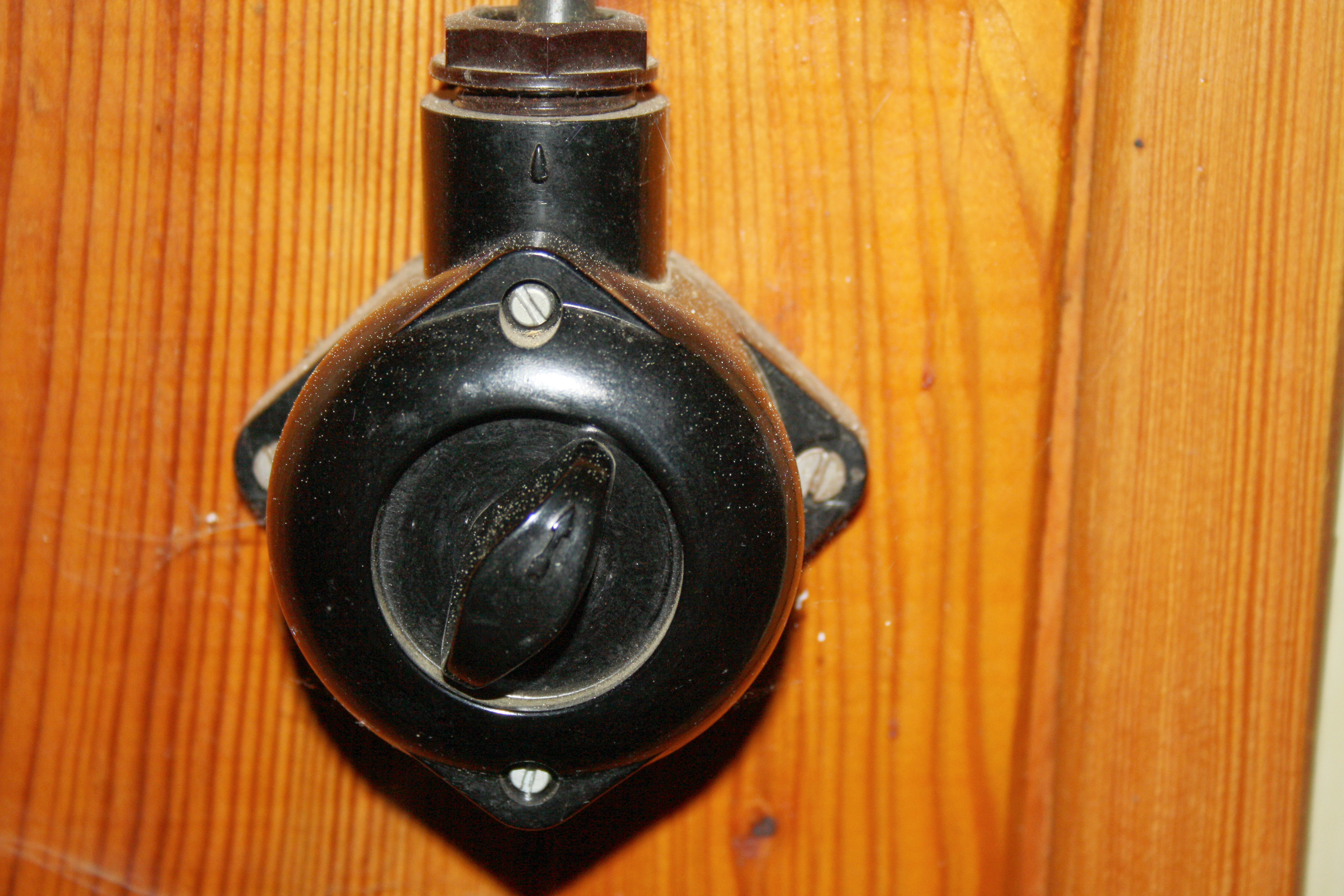
Lichtschalter aus Bakelit

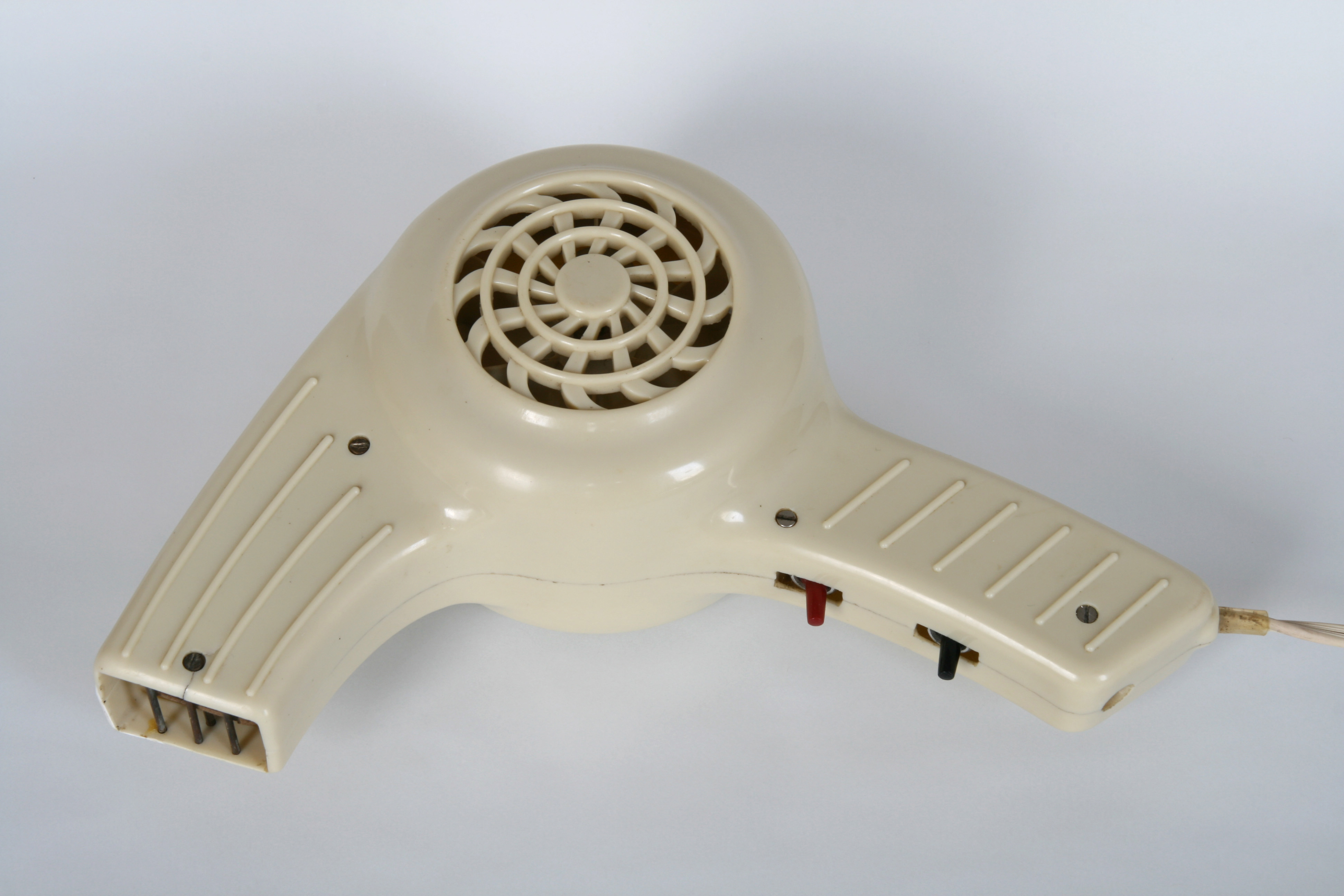
Ein Solis-Haartrockner aus Bakelit, ca. 1958

Baekeland experimentierte Anfang des 20. Jahrhunderts mit Phenol und Formaldehyd. Er entdeckte, dass diese Stoffe in einer exothermen Reaktion zu einem Kunstharz polymerisierten. Nach dem Entfernen des entstehenden Wassers lässt sich die noch weiche warme Masse (Pressmasse) in Formen pressen und durch Wärme und Druck härten. Für das entsprechende Verfahren wurde 1907 ein Patent erteilt.
Am 5. Februar 1909 stellte Baekeland seine Entdeckung im New Yorker Club der Chemiker an der 55. Straße unter dem Namen Bakelit vor. Bereits kurz darauf berichtete man auch in Europa über

„ein verwendungsreiches Kunstprodukt […], das dem Zelluloid an Bedeutung mindestens gleichkommen wird […]. Und was es ist? Ein auf künstlichem Wege hergestelltes Harz von ganz besonders hervorragenden Eigenschaften. Es ist sehr hart, härter als Schellack und Hartgummi, leider nur nicht so elastisch wie beide. Dafür besitzt es den Vorzug, unverbrennlich zu sein und von den meisten Säuren, z. B. verdünnter Schwefelsäure, nicht angegriffen zu werden. Auch in heißem Wasser bewahrt es bis zu 300° seine Widerstandsfähigkeit. […] Lasse ich besonders dünnflüssiges Bakelit auf billiges poröses Weichholz einwirken, so erhalte ich ein Holz, das durch und durch imprägniert ist und an Härte dem Ebenholz nicht nachsteht und sich verdünnten Säuren, Wasser und Dampf gegenüber äußerst widerstandsfähig zeigt. In ähnlicher Weise ist es dem Erfinder gelungen, Pappe und Papier zu imprägnieren. […] Ob sich das Bakelit in all diesen vom Erfinder angeführten Fällen bewähren wird, muß natürlich erst die Zukunft lehren.“

Baekeland erkannte schnell die neuen Eigenschaften des Materials und gründete am 25. Mai 1910, zusammen mit den RÜTGERS-Werken, die Bakelite GmbH in Erkner bei Berlin.
Phenol fiel zu dieser Zeit noch in großen Mengen als Abfallprodukt der Steinkohlendestillation an, und Baekeland begann, Bakelit in großen Mengen zu produzieren.
Nach dem Zweiten Weltkrieg wurde das Bakelit-Werk in Erkner demontiert und verstaatlicht. 1948 wurde dort der VEB Plasta Erkner gegründet. Die Eigner verlegten den Firmensitz nach Letmathe bei Iserlohn in die Westzone. 1957 begann die Phenolharz-Produktion in Duisburg-Meiderich, wo seit 1959 auch Epoxidharze produziert werden. 1976 kam das Werk Frielendorf bei Kassel (ehemals Hoechst AG) hinzu. In der DDR entwickelte sich in den 1950er Jahren der VEB Plasta-Werke in Sonneberg zum Leitbetrieb für phenoplastische technische Formteile und Schichtpressstoffe. 
Ende der 1980er Jahre begann die Bakelite AG mit dem Erwerb von Gesellschaften im europäischen Ausland. 
Ende April 2005 wurde die Bakelite AG von Borden Chemical Inc. mit Sitz in Ohio gekauft, welche wiederum die zwei Geschäftsbereiche Resolution Performance Products LLC und Resolution Specialty Materials LLC zu der Hexion Specialty Chemicals Inc. fusionierte. Zu diesen fusionierten Geschäftsbereichen gehörte auch die ehemalige Bakelite AG, die somit in Hexion aufging, welche zu den weltweit führenden Herstellern duroplastischer Kunststoffe zählt.

## Herstellung

Ausschnitt aus der dreidimensionalen Struktur des Bakelits. Man erkennt die vielen Quervernetzungen.

Die Polykondensation zur Herstellung von Phenol-Formaldehyd-Harz beginnt säurekatalysiert mit folgender Reaktion:
Das gebildete Dimer 3 kann dann erneut unter dem Einfluss einer Säure mit Phenol 1 und Formaldehyd 2 unter Wasserabspaltung reagieren. So bildet sich ein Trimer. Durch viele weitere derartige Kondensationsreaktionen entsteht schließlich Bakelit, ein vernetztes Makromolekül.

## Eigenschaften
Nach dem Abkühlen und der Aushärtung des Kunststoffes ist dieser widerstandsfähig gegen mechanische Einwirkungen, Hitze und Säuren. Im Gegensatz zu Thermoplasten lässt sich Bakelit auch durch Erwärmen nicht wieder verformen. Es ist allerdings relativ spröde, so dass Gegenstände aus diesem Material, etwa beim Aufprall auf den Boden, zerspringen können.
Phenolharze neigen zum Nachdunkeln und sind daher meist dunkelbraun oder schwarz eingefärbt. In den Pressmassen enthalten sind zudem Zuschlagstoffe, wie Holzmehl, Gesteinsmehl oder Textilfasern, wodurch eine farbliche Marmorierung entstehen kann. 
Bakelit ist auch sehr langlebig. Im Zweiten Weltkrieg verlor wahrscheinlich die U.S. Navy ein Bauteil aus Bakelit mit der Aufschrift VP-101. Es trieb möglicherweise 60 Jahre im Müllstrudel des Pazifik, bevor es von einem Laysanalbatros verschluckt wurde.
Wie manch andere Kunststoffe kann Bakelit auch Asbest beinhalten, was zu Gefahren im Umgang führen kann und eine spezielle Entsorgung erfordert.

## Verwendung

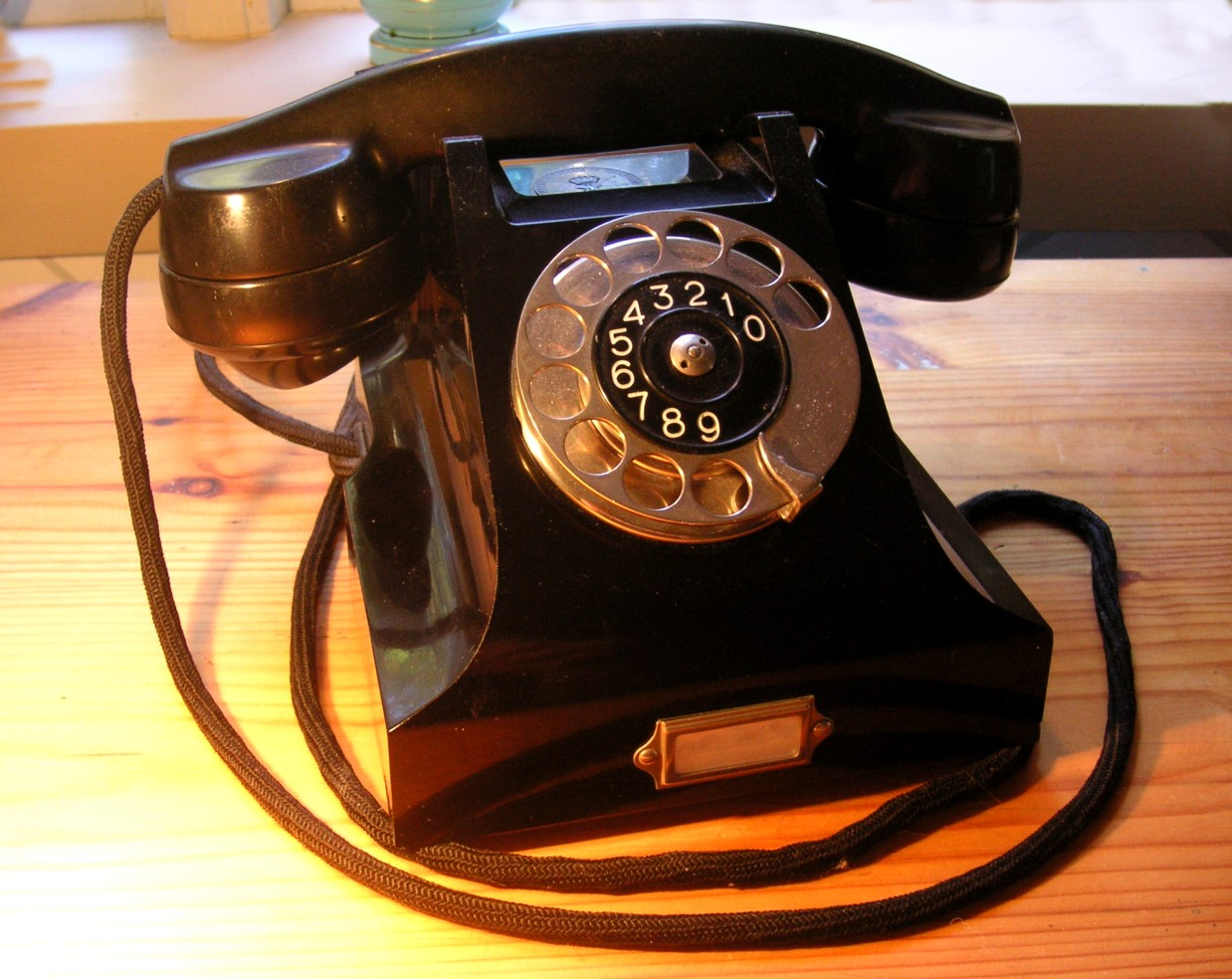
Ericssons erstes Bakelittelefon (1931)

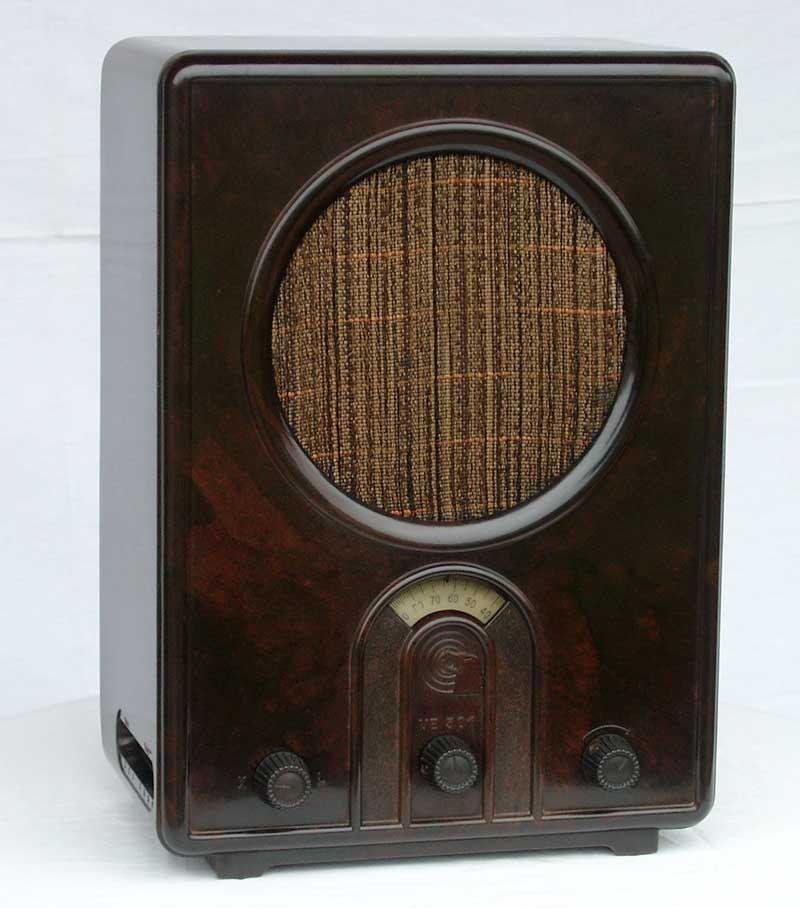
Ein Volksempfänger mit Bakelit-Gehäuse

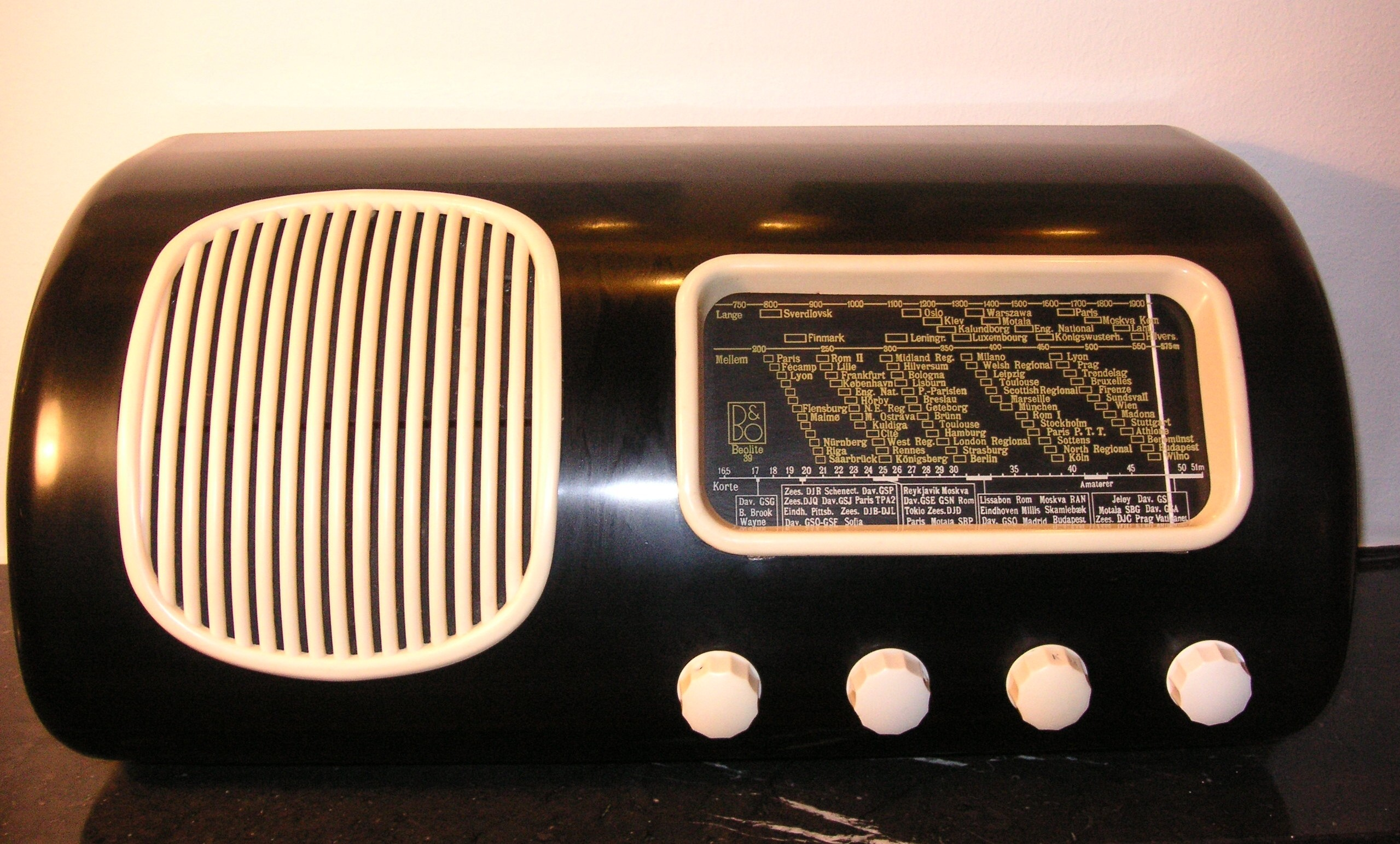
Bang & Olufsens Beolit 39 (1938), ganz in Bakelit

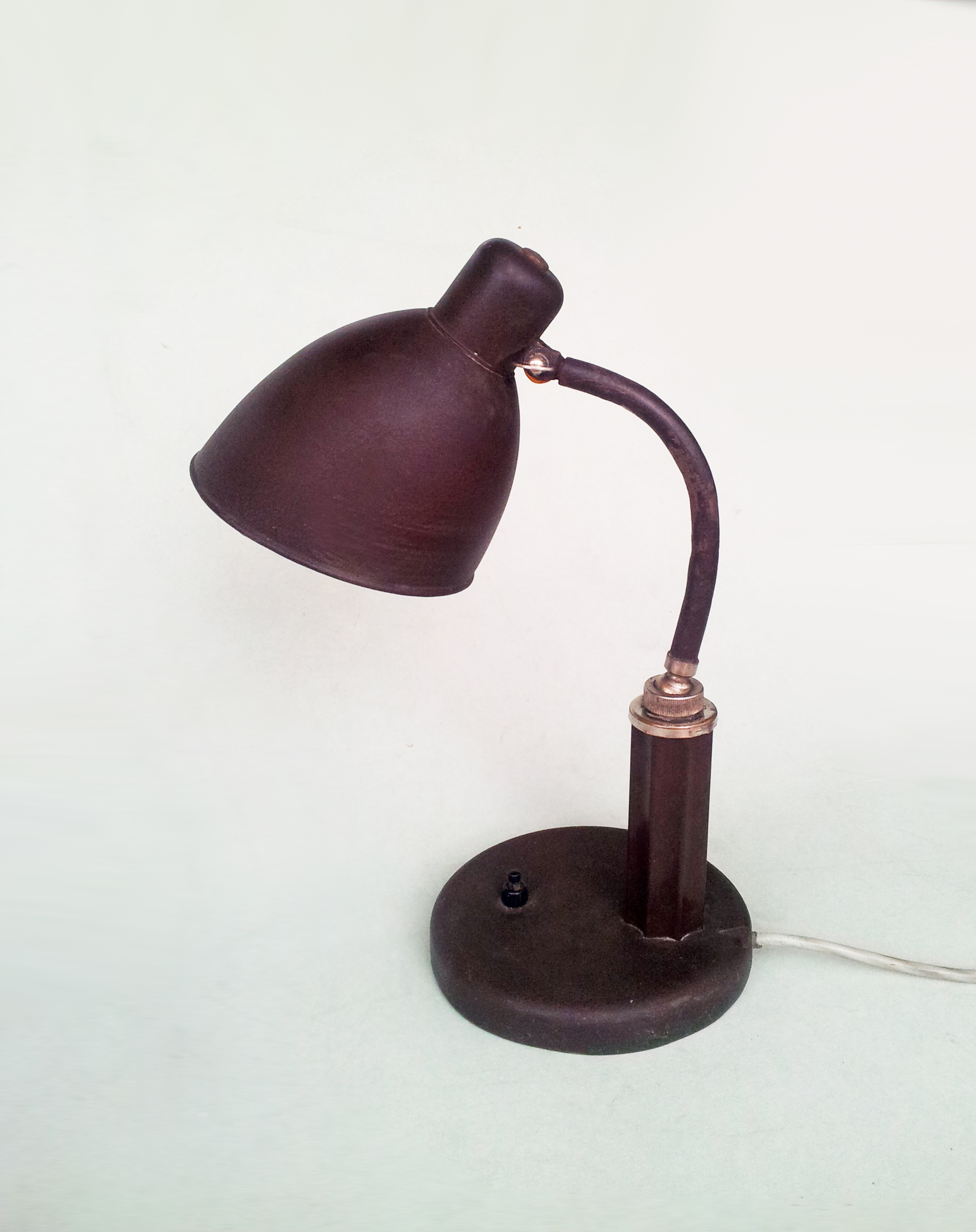
Molitor-Leuchte, entworfen von Christian Dell, auch Stahlteile des Objekts wurden in der Farbe des Bakelits lackiert, was die Bedeutung des damals neuen Werkstoffs unterstreicht

Nach dem Auslaufen des „Druck-Wärme“-Patents im Jahr 1927 verbreitete sich die Produktionsweise schnell – in den 1930er Jahren gab es bereits mehrere hundert Presswerke und Hersteller von Phenolharzpressmassen in Deutschland. Wesentlich war dabei die „Typisierung“ der Pressmassen und der Presswerkserzeugnisse durch einen Verein der Hersteller.
Produkte aus Bakelit sind Haushalts- und Küchengegenstände (Griffe für Fenster, Türen, Pfannen und Kochtöpfe, Waffeleisen), Telefone (Modell W48), Ziergegenstände, Modeschmuck, Waffen (Beschläge), Büroartikel, Lichtschalter- und Steckdosen-Gehäuse, Gleiskörper für Modelleisenbahnen von Trix Express (1935 bis 1955), Gehäuse für Geräte, Radios und Transformatoren sowie generell für elektrisches und thermisches Isolationsmaterial. Diese Eigenschaften prädestinierten Bakelit zum Einsatz in Kraftfahrzeugen (Zündspulen- und Zündkerzenstecker, Verteilerkappen, Isolierung von Vergasern und Kraftstoffpumpen gegenüber heißen Motorbauteilen). Karosserieteile des Trabants bestanden aus Baumwoll-faserverstärktem Phenolharz.
Bakelit diente in eingefärbter Form unter anderem als Schmuckstein-, Bernstein- und Elfenbeinersatz. Das statt Elfenbein verwendete Bakelit kam unter dem Namen „Ivorine“ in den Handel.
Phenol-Formaldehydharz wird noch verwendet, wenn mechanische und thermische Belastbarkeit, eine geringe Entflammbarkeit und chemische Beständigkeit gefordert sind, zum Beispiel in Schleifscheiben, Reibbelägen, Filterpapieren, Feuerfest-Materialien, Isolationsmaterialien, Maschinen-Bedienelementen und zur Imprägnierung beziehungsweise Tränkung von Holz- und Papierwerkstoffen (Leiterplatten).
Ähnliche Werkstoffe werden als Hitzeschild eingesetzt.
Produkte aus Bakelit sind wegen ihres Designs und ihrer Bedeutung für die Alltagskultur und die Industriegeschichte vielfach gesuchte Sammlerstücke. Liebhaber behaupten, dass Bakelit im Gegensatz zu modernen Kunststoffen ein besseres Griffgefühl erzeuge.

## Ausstellungen
Im Museum für angewandte Kunst (MAK) zeigte die Ausstellung Bakelit. Die Sammlung Georg Kargl von 15. Juli bis 13. Dezember 2020 etwa 300 Gegenstände gestaltet aus oder mit Bakelit. Georg Kargl (1955–2018) war Galerist in Wien.
2003 wurde in Kierspe ein Bakelit-Museum eröffnet. In wechselnden Ausstellungen werden mehrere tausend Exponate gezeigt. Ein Großteil besteht aus der dem Heimatverein gestifteten Sammlung des Kiersper Fabrikanten, Carl-Heinz Vollmann von Fa. Reppel & Vollmann („Revolit“-Produkte).